# Ignacy (Żelezowski)
Ignacy, imię świeckie Jakow Leontjewicz Żelezowski (ur. 8 stycznia?/20 stycznia 1802, zm. 19 marca?/31 marca 1872 w Grodnie) – rosyjski biskup prawosławny.

## Życiorys
Był synem kapłana unickiego. Wieczyste śluby zakonne złożył 26 października 1824 w bazyliańskim klasztorze w Torokaniach. W 1825 rozpoczął naukę w unickim seminarium duchownym w Wilnie. 27 maja 1826 przyjął święcenia diakońskie, zaś trzy dni później – kapłańskie. Po ukończeniu seminarium w 1829 został zatrudniony jako wykładowca seminarium w Monasterze Ławryszewskim. Po roku przeniesiony do szkoły ujazdowej w Kobryniu, której nadzorcą został w 1832. W latach 1833–1839 pracował w szkole przy bazyliańskim klasztorze w Supraślu. 
Wziął udział w synodzie połockim w 1839, w czasie którego podpisał razem z innymi przedstawicielami duchowieństwa akt likwidacji Kościoła unickiego na ziemiach zabranych. Został tym samym duchownym Rosyjskiego Kościoła Prawosławnego. Od 4 marca 1839 był inspektorem Litewskiego Seminarium Duchownego z siedzibą w monasterze w Żyrowicach, a w grudniu został podniesiony do godności archimandryty i został przełożonym monasteru Świętych Borysa i Gleba w Grodnie.
20 maja 1848 przyjął chirotonię biskupią i został biskupem brzeskim, wikariuszem eparchii wileńskiej i litewskiej. Działał na rzecz zatarcia śladów unii na terenie eparchii, zwalczał wpływy katolickie i polskie. W 1870 odszedł w stan spoczynku i ponownie osiadł w monasterze Świętych Borysa i Gleba w Grodnie. Dwa lata później zmarł.